# 地名情報システム

アメリカ地質調査所（USGS）のロゴ

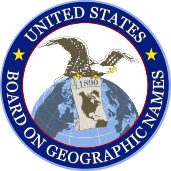
アメリカ地名委員会の標章

地名情報システム（ちめいじょうほうシステム、英語: Geographic Names Information System、GNIS）は、アメリカ合衆国内の200万以上の地名と位置情報を収めたデータベース。一種の地名辞典である。アメリカ地質調査所が、地名表記の標準化を促進するためアメリカ地名委員会の協力を得て開発し、管理している。
GNISは地形図における地名と書誌情報から成るシステムであり、データベース内には当該地名の引用元となった書物名・文献名および歴史的地図名が出典としてあげられている。また地名の別名や、公式名称ではない通称も記録されている。GNISは基本的に一度記録した情報を削除しないが、「明らかな重複がある」場合はこの限りではない。

## 地名の変更
GNISでは、米国内の新たな地名または地名の変更も可能である。この場合、GNISのウェブサイト上で変更を提案しその内容を検討することができる。

## 関連文献
- U.S. Department of the Interior, U.S. Geological Survey, National Mapping Division, Digital Gazeteer: Users Manual, (Reston, Virginia: U.S. Geological Survey, 1994).
- Least Heat Moon, William, Blue Highways: A Journey Into America, (Boston: Little Brown and Company, 1982). ISBN 0-316-35329-9
- Jouris, David, All Over The Map, (Berkeley, California: Ten Speed Press, 1994.) ISBN 0-89815-649-1
- Report: "Countries, Dependencies, Areas Of Special Sovereignty, And Their Principal Administrative Divisions," Federal Information Processing Standards, FIPS 10-4. Standard was withdrawn in September 2008, See Federal Register Notice: Vol. 73, No. 170, page 51276 (September 2, 2008)
- Report: "Principles, Policies, and Procedures: Domestic Geographic Names," U.S. Board on Geographic Names, 1997.
- U.S. Postal Service Publication 28, November 2000.